# Атлантов, Владимир Андреевич
Влади́мир Андре́евич Атла́нтов (род. 19 февраля 1939, Ленинград, СССР) — советский и австрийский оперный певец (тенор). Солист Большого театра СССР в 1967—1988 годах. Народный артист СССР (1976). Лауреат Государственной премии РСФСР им. М. Глинки (1978). Каммерзенгер Венской государственной оперы (1987).

## Биография
Владимир Атлантов родился 19 февраля 1939 года в Ленинграде (ныне Санкт-Петербург), в семье оперных певцов.
В 1955 году поступил в Хоровое училище при Ленинградской государственной академической капелле (с 1954 — имени М. И. Глинки). Окончил обучение в 1956 году по специальности «хормейстер». В 1959 году поступил на вокальный факультет Ленинградской консерватории имени Н. А. Римского-Корсакова (класс вокала П. Г. Тихонова, оперный класс А. Н. Киреева), который окончил в 1963 году по классу Н. Д. Болотиной. Будучи студентом последнего курса, в Оперной студии при консерватории спел партии Ленского («Евгений Онегин» П. И. Чайковского), Альфреда («Травиата» Дж. Верди) и Хозе («Кармен» Ж. Бизе).
В 1962 году, ещё будучи студентом 4-го курса, был принят в труппу Ленинградского театра оперы и балета им. С. М. Кирова (ныне Мариинский театр) стажёром, а в 1963 году, после успешного окончания консерватории, стал солистом этого театра.
В 1963—1965 годах стажировался в Школе усовершенствования оперных певцов при миланском театре «Ла Скала» (Италия), где совершенствовал вокальную технику у маэстро Д. Барра и подготовил с дирижёром и концертмейстером Э. Пьяцца 4 партии на итальянском языке: Герцог («Риголетто» Дж. Верди), Ричард («Бал-маскарад» Дж. Верди), Рудольф («Богема» Дж. Пуччини), Каварадосси («Тоска» Дж. Пуччини). В 1964 году в составе труппы Большого театра пел на сцене «Ла Скала» во время первых обменных гастролей двух театров.
С 1967 по 1988 год — солист Большого театра в Москве, на сцене которого исполнил 18 партий.
Выступал как концертный певец.
Гастролировал за рубежом: (Италия, ГДР, Канада, Австрия, Венгрия, Япония, Франция).
В 1987 году получил в Австрии почётное звание «каммерзенгер».

## Отъезд из СССР
В 1988 году уехал из Советского Союза на Запад, где выступал в крупнейших театрах мира — «Ла Скала» (Милан, 1990), Метрополитен Опера (Нью-Йорк, 1993, 1994), Венская государственная опера (1988—1993), Ковент-Гарден (Лондон, 1989, 1993), Опера Бастилии (Париж, 1991, 1992), театр Колон (Буэнос-Айрес, 1995), а также в оперных театрах Западного Берлина (1988, 1989, 1991, 1993), Гамбурга (1988, 1989, 1992, 1993, 1995), Мюнхена (1991, 1993, 1994), Штутгарта (1988—1993), Барселоны (1988, 1992), Рима (1990, 1994), Лас-Пальмаса (1988, 1989), Питтсбурга (1990), Сан-Франциско (1990, 1996), Коста-Меса (США, 1992, 1995, 1996), Бостона (1991), Японии (Нагасаки, Осака, Токио, 1991, 1994), на фестивалях в Брегенце (1991), Арена ди Верона (1994), Висбадене, Оранже. Последний спектакль с участием певца — «Паяцы» Р. Леонкавалло состоялся 1 марта 1996 года в Дортмунде (Германия).
С 7 по 15 сентября 2002 года дал ряд мастер-классов в Санкт-Петербургской консерватории, а также в Академии молодых оперных певцов при Мариинском театре. 15 сентября 2002 года певец принял участие в концерте «Голоса России — великому городу», проходившем в Санкт-Петербургской филармонии в рамках празднования 300-летия Санкт-Петербурга. На V Конкурсе имени Н. А. Римского-Корсакова, состоявшемся в Санкт-Петербурге в ноябре 2002 года, Владимир Атлантов учредил специальный приз «За артистизм», которым наградил Владислава Сулимского.
Постоянно проживает в Вене (Австрия).

## Семья
Отец — Андрей Петрович Атлантов (1906—1971), певец, солист Ленинградского Малого театра оперы и балета (бас)
Мать — Мария Александровна Елизарова (1897—1978), певица, солистка Ленинградского Малого театра оперы и балета и Ленинградского театра оперы и балета им. С. М. Кирова (лирическое сопрано), затем — консультант по вокалу в Театре им. С. М. Кирова. Заслуженная артистка РСФСР
Первая жена — Фарида Захидовна Халилова (1936-2004), пианистка, кандидат искусствоведения, преподаватель Московской консерватории. Дочь азербайджанского математика, академика Захида Халилова.
- Дочь — Лада Владимировна Атлантова (род. 1963), пианистка, заведующая кафедрой фортепиано в Российской государственной академии искусств.
  - Внук — Михаил Казиев-Атлантов (кинопродюсер)

Вторая жена — Тамара Андреевна Милашкина (1934—2024), советская и австрийская оперная певица (сопрано). Народная артистка СССР (1973). Похоронена на Русском кладбище в Вене (Австрия).

## Награды и звания
- 2-я премия на II Всесоюзном конкурсе вокалистов им. М. И. Глинки (1962, Москва)
- 1-я премия и золотая медаль III Международного конкурса им. П. И. Чайковского (1966, Москва)
- 1-я премия III Международного конкурса молодых оперных певцов в Софии (1967, Болгария)
- 4-я премия Международного конкурса вокалистов в Монреале (1967, Канада)
- Заслуженный артист РСФСР (1967)[3]
- Народный артист РСФСР (1972)
- Народный артист СССР (25 мая 1976 года) — за большие заслуги в развитии советского музыкального и хореографического искусства и в связи с 200-летием Государственного академического Большого театра СССР[4]
- Государственная премия РСФСР имени М. И. Глинки (1978) — за исполнение партии Дон Жуана в оперном спектакле «Каменный гость» А. С. Даргомыжского
- Два ордена Трудового Красного Знамени (1971, 1981)
- Почётное правительственное звание «каммерзенгер» (Австрия, 1987)[1].

## о В. А. Атлантове
«Мне не приходилось ещё встречать драматического тенора такой красоты, выразительности, мощи, экспрессии».— Г. В. Свиридов

«Мне давно хотелось услышать Атлантова в такой опере, где бы его дарование раскрылось полностью. Каварадосси В. Атлантова очень хорош. Великолепно звучит голос певца, его итальянская манера подачи звука как нельзя более кстати в этой партии. Все арии и сцены с Тоской прозвучали прекрасно. Но то, как Володя Атлантов спел в третьем акте „О эти ручки, ручки дорогие“, вызвало у меня восхищение. Тут, пожалуй, итальянским тенорам надо у него поучиться: столько тонкой проникновенности, столько художественного такта показал в этой сцене артист. А между тем именно здесь легко было пойти на мелодраму… Думается, что партия Каварадосси пока что будет лучшей в репертуаре талантливого артиста. Чувствуется, что в работу над этим образом он вложил много сердца и труда…»— С. Я. Лемешев

«Природа наградила Владимира Атлантова огромным вокальным дарованием. Его голос — тенор, удивительно красивого „бронзового“ тембра, покоряющий феноменальной силой звучания. Тенор с густыми баритонально-бархатными низами и ослепительно яркими верхами, очаровывающий восхитительным piano, а через мгновенье неудержимо взлетающий над forte оркестра. При этом его пение всегда насыщено большим внутренним чувством, темпераментом, страстной увлеченностью». — «Советская музыка», 1976

«Владимир Атлантов обладает всеми качествами итальянского тенора и славянского, то есть мужеством, звучностью, нежным тембром, поразительной гибкостью».— «Монд»

## Творчество: Оперные партии
Ленинградский театр оперы и балета им. С. М. Кирова
- 1963 — «Евгений Онегин» П. И. Чайковского — Ленский
- 1963 — «Кармен» Ж. Бизе — Хозе
- 1963 — «Травиата» Дж. Верди — Альфред
- 1965 — «Сила судьбы» Дж. Верди — Альваро
- 1966 — «Пиковая дама» П. И. Чайковского — Герман

Большой театр
- 1964 — «Травиата» Дж. Верди — Альфред
- 1964 — «Евгений Онегин» П. И. Чайковского — Ленский
- 1966 — «Кармен» Ж. Бизе — Хозе
- 1968 — «Пиковая дама» П. И. Чайковского — Герман
- 1968 — «Князь Игорь» А. П. Бородина — Владимир Игоревич
- 1968 — «Мадам Баттерфляй» Дж. Пуччини — Пинкертон
- 1970 — «Дон Карлос» Дж. Верди — Дон Карлос
- 1971 — «Тоска» Дж. Пуччини — Каварадосси
- 1973 — «Франческа да Римини» С. В. Рахманинова — Паоло
- 1973 — «Семён Котко» С. С. Прокофьева — Семён
- 1974 — «Иоланта» П. И. Чайковского — Водемон
- 1974 — «Борис Годунов» М. П. Мусоргского — Самозванец под именем Григория
- 1976 — «Садко» Н. А. Римского-Корсакова — Садко
- 1976 — «Каменный гость» А. С. Даргомыжского — дон Жуан
- 1978 — «Отелло» Дж. Верди — Отелло
- 1978 — «Моцарт и Сальери» Н. А. Римского-Корсакова — Моцарт
- 1985 — «Паяцы» Р. Леонкавалло — Канио
- 1986 — «Мазепа» П. И. Чайковского — Андрей

Партии и отдельные сцены из опер, исполненные на сценах других театров и на гастролях
- 1988 — «Самсон и Далила» К. Сен-Санса — Самсон
- 1989 — «Хованщина» М. П. Мусоргского — Андрей Хованский
- 1995 — «Руслан и Людмила» М. И. Глинки — Финн
- «Плащ» Дж. Пуччини — Луиджи
- «Бал-маскарад» Дж. Верди — Ричард
- Ария и сцена Радамеса из оперы «Аида» Дж. Верди

## Фильмография
- 1964 — Верьте мне, люди — оперный певец
- 1966 — Каменный гость — Дон Гуан
- 1969 — Чайковский — оперный певец в роли Германа
- 1970 — Поёт Ирина Богачёва (документальный)
- 1971 — Где б ни был я (документальный)
- 1971 — По страницам любимых опер — главная роль
- 1972 — Воскресный музыкант — оперный певец
- 1977 — Моя Кармен — Хосе
- 1978 — Для Вас
- 1979 — Отелло — Отелло
- 1980 — Чио-чио-сан (фильм-спектакль) — вокал
- 1986 — Встречи в субботний вечер (фильм-концерт) — исполнение песни «Рассвет» Р. Леонкавалло
- 2002 — Царская ложа

## Дискография
- «Борис Годунов» М. Мусоргского (дирижёр М. Эрмлер)
- «Пиковая дама» П. Чайковского (дирижёр М. Эрмлер)
- «Тоска» Дж. Пуччини (дирижёр М. Эрмлер)
- «Чио-Чио-сан» Дж. Пуччини (дирижёр М. Эрмлер)
- «Царская невеста» Н. А. Римского-Корсакова (дирижёр Ф. Мансуров)
- «Франческа да Римини» С. В. Рахманинова (дирижёр М. Эрмлер)
- «Иоланта» П. Чайковского (дирижёр М. Эрмлер)
- «Каменный гость» А. Даргомыжского (дирижёр М. Эрмлер)
- «Князь Игорь» А. Бородина (дирижёр М. Эрмлер)
- «Евгений Онегин» (дирижёр М. Ростропович)
- «Паяцы» (дирижёр Л. Гарделли)
- «Хованщина» (дирижёр К. Аббадо)
- «Пиковая дама» (дирижёр С. Одзава)
- Записи русских романсов (П. Чайковский, С. Рахманинов, В. Абаза, П. Булахов, Б. Шереметьев, А. Гурилёв, Л. Малашкин, Н. Листов, А. Обухов) с аккомпаниатором Ф. Халиловой, а также в сопровождении секстета солистов оркестра Большого театра
- Диск «Концертная серенада», куда вошли популярные песни и арии из оперетт на итальянском, испанском, немецком и английском языках (А. Лара, Ф. Легар, Ч. Бракко, Ф. Тости, С. Гастольдони, Д. М. Феррили, Н. Бродский, Р. Леонкавалло, Э. де Куртис, Н. Валенте, В. Д’Аннибале, Э. ди Капуа, А. Буцци-Печчиа, Э. Каннио) (1985—1987).